# Vorzeichenwechsel
Ein Vorzeichenwechsel ist in der Mathematik ein Wechsel des Vorzeichens der Funktionswerte einer reellen Funktion an einer Stelle oder innerhalb eines Intervalls. Weist eine stetige reelle Funktion in einem Intervall einen Vorzeichenwechsel auf, so besitzt sie nach dem Nullstellensatz dort mindestens eine Nullstelle. Eine differenzierbare reelle Funktion besitzt an einer Stelle ein Extremum, wenn ihre Ableitung dort gleich null ist und ihr Vorzeichen wechselt. Entsprechend besitzt eine zweimal differenzierbare reelle Funktion an einer Stelle einen Wendepunkt, wenn ihre Krümmung dort gleich null ist und ihr Vorzeichen wechselt. Vorzeichenwechsel in reellen Zahlenfolgen spielen eine wichtige Rolle bei der Analyse der Nullstellen von Polynomen.

## Vorzeichenwechsel an einer Stelle

Vorzeichenwechsel bei stetigen Funktionen

Polstelle mit Vorzeichenwechsel

### Definition
Eine reelle Funktion {\displaystyle f\colon [a,b]\to \mathbb {R} } weist an der Stelle {\displaystyle x_{0}\in (a,b)} einen Vorzeichenwechsel auf, wenn die Funktionswerte von {\displaystyle f} dort ihr Vorzeichen ändern. Es werden die folgenden zwei Fälle unterschieden:
- Vorzeichenwechsel von plus nach minus: es existiert ein {\displaystyle \varepsilon >0}, sodass {\displaystyle f(x)>0} für alle {\displaystyle x\in (x_{0}-\varepsilon ,x_{0})} und {\displaystyle f(x)<0} für alle {\displaystyle x\in (x_{0},x_{0}+\varepsilon )} gilt
- Vorzeichenwechsel von minus nach plus: es existiert ein {\displaystyle \varepsilon >0}, sodass {\displaystyle f(x)<0} für alle {\displaystyle x\in (x_{0}-\varepsilon ,x_{0})} und {\displaystyle f(x)>0} für alle {\displaystyle x\in (x_{0},x_{0}+\varepsilon )} gilt

Ist die Funktion {\displaystyle f} stetig, dann durchdringt der Funktionsgraph von {\displaystyle f} an der Stelle {\displaystyle x_{0}} die x-Achse. Kein Vorzeichenwechsel liegt vor, wenn der Graph der Funktion die x-Achse an der Stelle {\displaystyle x_{0}} lediglich berührt. Besitzt die Funktion {\displaystyle f} an der Stelle {\displaystyle x_{0}} eine senkrechte Asymptote, so spricht man von einer Polstelle mit Vorzeichenwechsel.

### Bestimmung von Extrema
In der Kurvendiskussion liefert das sogenannte Vorzeichenwechselkriterium eine hinreichende Bedingung für das Vorhandensein eines Extremums an einer Stelle. Eine differenzierbare reelle Funktion {\displaystyle f\colon [a,b]\to \mathbb {R} } besitzt an der Stelle {\displaystyle x_{0}\in (a,b)} ein Extremum, wenn {\displaystyle f'(x_{0})=0} ist und {\displaystyle f'} an der Stelle {\displaystyle x_{0}} das Vorzeichen wechselt. Die Funktion {\displaystyle f} besitzt dann an {\displaystyle x_{0}}
- ein lokales Maximum, wenn {\displaystyle f'} das Vorzeichen von plus nach minus wechselt
- ein lokales Minimum, wenn {\displaystyle f'} das Vorzeichen von minus nach plus wechselt

Im ersten Fall ist die Funktion {\displaystyle f} für {\displaystyle x<x_{0}} streng monoton steigend und für {\displaystyle x>x_{0}} streng monoton fallend, im zweiten Fall umgekehrt.

### Bestimmung von Wendepunkten
Analog kann das Vorzeichenwechselkriterium auch zur Bestimmung von Wendepunkten eingesetzt werden. Eine zweimal differenzierbare reelle Funktion {\displaystyle f\colon [a,b]\to \mathbb {R} } besitzt an der Stelle {\displaystyle x_{0}\in (a,b)} einen Wendepunkt, wenn {\displaystyle f''(x_{0})=0} ist und {\displaystyle f''} an der Stelle {\displaystyle x_{0}} das Vorzeichen wechselt. Das Krümmungsverhalten der Funktion {\displaystyle f} ändert sich dann an {\displaystyle x_{0}}
- von konvex nach konkav, wenn {\displaystyle f''} das Vorzeichen von plus nach minus wechselt
- von konkav nach konvex, wenn {\displaystyle f''} das Vorzeichen von minus nach plus wechselt

Im ersten Fall ist die Ableitung {\displaystyle f'} für {\displaystyle x<x_{0}} streng monoton steigend und für {\displaystyle x>x_{0}} streng monoton fallend, im zweiten Fall umgekehrt.

## Vorzeichenwechsel in einem Intervall

### Definition
Eine reelle Funktion {\displaystyle f\colon [a,b]\to \mathbb {R} } weist in dem Intervall {\displaystyle [a,b]} einen Vorzeichenwechsel auf, wenn es zwei verschiedene Stellen {\displaystyle \alpha ,\beta \in [a,b]} gibt, für die
{\displaystyle f(\alpha )\cdot f(\beta )\leq 0}
gilt. Gilt sogar
{\displaystyle f(\alpha )\cdot f(\beta )<0},
so spricht man von einem echten Vorzeichenwechsel. Die Ungleichungsbedingung besagt, dass die Funktion {\displaystyle f} an den beiden Stellen {\displaystyle \alpha } und {\displaystyle \beta } ein unterschiedliches Vorzeichen hat (oder gleich null ist).

### Nullstellensatz
Weist eine stetige reelle Funktion {\displaystyle f} in dem Intervall {\displaystyle [a,b]} einen Vorzeichenwechsel auf, so besitzt diese Funktion in diesem Intervall mindestens eine Nullstelle, das heißt eine Lösung {\displaystyle x_{0}} der Gleichung
{\displaystyle f(x)=0}.
Nach der Definition eines Vorzeichenwechsels existieren nämlich in dem Intervall Stellen {\displaystyle \alpha \neq \beta } mit {\displaystyle f(\alpha )\cdot f(\beta )\leq 0}. Nun lässt sich eine Intervallschachtelung {\displaystyle ([\alpha _{n},\beta _{n}])_{n}} mit {\displaystyle \alpha _{0}=\alpha } und {\displaystyle \beta _{0}=\beta } konstruieren, sodass für alle {\displaystyle n\in \mathbb {N} }
{\displaystyle f(\alpha _{n})\cdot f(\beta _{n})\leq 0}
gilt. Hierzu wird das Intervall {\displaystyle [\alpha _{0},\beta _{0}]} sukzessive halbiert und jeweils dasjenige Teilintervall ausgewählt, für das die Ungleichungsbedingung erhalten bleibt. Die gesuchte Nullstelle ergibt sich dann als
{\displaystyle x_{0}=\lim _{n\to \infty }\alpha _{n}=\lim _{n\to \infty }\beta _{n}}.
Eine Verallgemeinerung dieser als Nullstellensatz oder Nullstellensatz von Bolzano (nach Bernard Bolzano) bekannten Aussage ist der Zwischenwertsatz.

### Verwendung
In der numerischen Mathematik werden endliche Intervallschachtelungen zur numerischen Approximation von Nullstellen verwendet. Im Bisektionsverfahren und im Regula-falsi-Verfahren werden Varianten solcher Intervallschachtelungen eingesetzt, um eine Nullstelle einer gegebenen stetigen Funktion, bei der zwei Stellen mit unterschiedlichen Vorzeichen bekannt sind, näherungsweise zu bestimmen. In der Optimierung kommen solche Intervallschachtelungsverfahren bei der Bestimmung der Minima oder Maxima einer gegebenen stetig differenzierbaren Funktion zum Einsatz, indem die Nullstellen der ersten Ableitung der Funktion näherungsweise ermittelt werden.

## Vorzeichenwechsel in einer Folge

### Definition
Ist {\displaystyle (a_{n})} eine Folge reeller Zahlen, die alle ungleich null sind, dann ist ein Vorzeichenwechsel dieser Folge ein Indexpaar {\displaystyle (i,i+1)}, für das
{\displaystyle a_{i}\cdot a_{i+1}<0}
gilt. Die Vorzeichenwechsel einer beliebigen Folge reeller Zahlen werden dann als die Vorzeichenwechsel der Teilfolge der von null verschiedenen Elemente dieser Folge definiert. Beispielsweise besitzt die Folge
{\displaystyle 2,0,1,0,0,-2,2,1,0,-1}
genau drei Vorzeichenwechsel.

### Verwendung
Die Vorzeichenwechsel der Koeffizientenfolge eines reellen Polynoms geben Hinweise auf die Anzahl und die Verteilung der Nullstellen der zugehörigen Polynomfunktion. Nach der Vorzeichenregel von Descartes ist die Anzahl der positiven Nullstellen eines reellen Polynoms gleich oder um eine gerade natürliche Zahl kleiner als die Zahl der Vorzeichenwechsel seiner Koeffizientenfolge. Hierbei wird jede Nullstelle entsprechend ihrer Vielfachheit gezählt.
Ein weiteres Hilfsmittel bei der Analyse der Nullstellen reeller Polynome bieten sturmsche Ketten. Ist {\displaystyle P} ein Polynom ohne mehrfache Nullstellen und {\displaystyle \sigma (a)} die Anzahl der Vorzeichenwechsel der (endlichen) Folge der Funktionswerte der sturmschen Kette von {\displaystyle P} an der Stelle {\displaystyle a}, dann ist nach der Regel von Sturm die Anzahl der Nullstellen von {\displaystyle P} in dem halboffenen Intervall {\displaystyle (a,b]} gerade gleich {\displaystyle \sigma (a)-\sigma (b)}.